# Șichirlichitai-Noi, Ismail
Șichirlichitai-Noi, întâlnit și sub forma Șichirlichitai-Noui (în bulgară Новокаменка, în ucraineană Новокам'янка, transliterat: Novokameanka) este un sat în comuna Sofian-Trubaiovca din raionul Ismail, regiunea Odesa, Ucraina. Are 116 locuitori, preponderent bulgari.
Satul este situat la o altitudine de 10 metri, în partea central-nordică a raionului Ismail. El se află la o distanță de 6 km de orașul Șichirlichitai. Teritoriul localității se află la confluența dintre râul Catalpugul Mare și râul Catalpugul Mic. După ce părăsește localitatea, râul Catalpugul Mare se varsă în Lacul Catalpug, la sud de acest sat. 
În perioada interbelică, autoritățile române l-au redenumit Regele Carol II. În anul 1947 denumirea oficială a satului a fost schimbată din aceea de Șichirlichitai-Noi (în ucraineană Шикирликитай), în aceea de Novokamianka.

## Istoric
Prin Tratatul de pace de la București, semnat pe 16/28 mai 1812, între Imperiul Rus și Imperiul Otoman, la încheierea războiului ruso-turc din 1806 – 1812, Rusia a ocupat teritoriul de est al Moldovei dintre Prut și Nistru, pe care l-a alăturat Ținutului Hotin și Basarabiei/Bugeacului luate de la turci, denumind ansamblul Basarabia (în 1813) și transformându-l într-o gubernie împărțită în zece ținuturi (Hotin, Soroca, Bălți, Orhei, Lăpușna, Tighina, Cahul, Bolgrad, Chilia și Cetatea Albă, capitala guberniei fiind stabilită la Chișinău). 
Pentru a-și consolida stăpânirea asupra Basarabiei, începând din anul 1812 autoritățile țariste au alungat din Bugeac Tătarii musulmani (care denumeau această cîșlă „Șekerlî-Kitay”, adică „Chitaiul Dulce” prin deosebire de rîul vecin : „Chitaiul Sărat”) spre Dobrogea, apoi au sprijinit stabilirea în locul lor a familiilor de imigranți bulgari dobrogeni, care erau ortodocși, aceștia primind terenurile tătarilor. Satul Șichirlichitaii-Noi a fost întemeiat în anul 1811 de către coloniști bulgari. 
În urma Tratatului de la Paris din 1856, care încheia Războiul Crimeii (1853-1856), Rusia a retrocedat Moldovei o fâșie de pământ din sud-vestul Basarabiei (cunoscută sub denumirea de Cahul, Bolgrad și Ismail). Rusia și-a pierdut astfel accesul la gurile Dunării. În urma Unirii Moldovei cu Țara Românească din 1859, acest teritoriu a intrat în componența noului stat România (numit până în 1866 "Principatele Unite ale Țării Românești și Moldovei"). În urma Tratatului de pace de la Berlin din 1878, România a fost constrânsă să cedeze Rusiei sudul Basarabiei. După Unirea Basarabiei cu România la 27 martie 1918, satul Șichirlichitaii-Noi a făcut parte din România, în Plasa Bolgrad a județului Ismail.
În această întreagă perioadă, majoritatea populației era formată din bulgari, dar mulți știau atât rusește cît și românește, deoarece școala sătească a avut pe rînd învățători ruși și români. La recensământul din 1930, s-a constatat că din cei 190 locuitori din sat, 153 erau bulgari (80.53%), 21 ruși (11.05%) și 16 români (8.42%). În perioada interbelică, a funcționat în sat organizația culturală „Centrala Caselor Naționale”.
Ca urmare a Pactului Ribbentrop-Molotov (1939), Basarabia, Bucovina de Nord și Ținutul Herța au fost anexate de către URSS la 28 iunie 1940. După ce Basarabia a fost ocupată de sovietici, Stalin a dezmembrat-o în trei părți. Astfel, la 2 august 1940, a fost înființată RSS Moldovenească, iar părțile de sud (județele românești Cetatea Albă și Ismail) și de nord (județul Hotin) ale Basarabiei, precum și nordul Bucovinei și Ținutul Herța au fost alipite RSS Ucrainene. La 7 august 1940, a fost creată regiunea Ismail, formată din teritoriile aflate în sudul Basarabiei și care au fost alipite RSS Ucrainene . 
În perioada 1941-1944, toate teritoriile anexate anterior de URSS au reintrat în componența României. Apoi, cele trei teritorii au fost reocupate de către URSS în anul 1944 și integrate în componența RSS Ucrainene, conform organizării teritoriale făcute de Stalin după anexarea din 1940, când Basarabia a fost ruptă în trei părți. 
În anul 1947, autoritățile sovietice au schimbat denumirea oficială a satului din cea de Șichirlichitai-Noi în cea de Novokamianka. În anul 1954, Regiunea Ismail a fost desființată, iar localitățile componente au fost incluse în Regiunea Odesa.
Începând din anul 1991, satul Șichirlichitai-Noi face parte din raionul Ismail al regiunii Odesa din cadrul Ucrainei independente. În prezent, satul are 116 locuitori, în continuare preponderent bulgari.

## Demografie
Componența lingvistică a localității Novokameanka
     Bulgară (77,59%)
     Rusă (11,21%)
     Ucraineană (3,45%)
     Română (2,59%)
Conform recensământului din 2001, majoritatea populației localității Novokameanka era vorbitoare de bulgară (77,59%), existând în minoritate și vorbitori de rusă (11,21%), ucraineană (3,45%) și română (2,59%).
1930: 190 (recensământ)
2001: 116 (recensământ)